# Marco Simoncelli
Marco Simoncelli (Cattolica, 1987. január 20. – Sepang, 2011. október 23.) néhai olasz motorversenyző, a MotoGP "Hírességek Csarnokának" tagja.
Karrierjét hétévesen, minimotorozással kezdte. Ezután az olasz 125-ös bajnokságban indult, majd 2002-ben Európa-bajnok lett.
A MotoGP 125 köbcentiméteres géposztályába 2003-ban került. Itt 2005-ig szerepelt, legjobb eredménye egy összetett ötödik hely volt. Két futamgyőzelmet szerzett.
A 250 köbcentiméteres géposztályban 2006 és 2009 között szerepelt. Itt töltötte pályafutása legsikeresebb éveit, 2008-ban világbajnok, 2009-ben harmadik helyezett lett. Mind a négy szezonját a Gilera csapatánál töltötte.
A királykategóriába 2010-ben igazolt, amikor a Gresini Racing szerződtette a szintén olasz Marco Melandri mellé. Ebben az évben legjobb eredménye egy negyedik hely volt. 2011-ben már szerzett két dobogós helyezést, valamint két pole-pozíciót is.
2011. október 23-án Malajziában, versenybalesetben vesztette életét.

## Karrierje

### Kezdetek
A legtöbb motorversenyzőhöz hasonlóan ő is minimotorozással kezdte karrierjét, hétévesen. 1999-ben és egy évvel később egyaránt bajnok lett ebben a kategóriában. 2001-ben, mindössze tizennégy évesen már az olasz 125-ös bajnokságban indult.
2002-ben az Európa-bajnokságon szerepelt, amelyet újoncként rögtön meg is nyert. Ugyanebben a szezonban szabadkártyásként részt vett a MotoGP utolsó hét versenyéből haton, ezeken összesen egyszer ért célba pontszerző helyen. Ezeken a nagydíjakon a cseh Jaroslav Hulešt helyettesítette, aki a negyedliteres géposztályban folytatta pályafutását. A Portugáliában megszerzett tizenharmadik pozíció három pontot jelentett Simoncellinek, ezzel év végén a 33. helyen végzett.

### MotoGP, 125 cm³
A MotoGP 125 köbcentiméteres géposztályában 2003-tól kapott teljes szezonra szóló szerződést, az Apriliával versenyző Matteoni Racing színeiben versenyezte végig az idényt. Az idény elején még általában a pontszerző helyek megszerzéséért kellett harcolnia, azonban a német nagydíjtól kezdve már rendszeresen sikerült ezt megcsinálnia. Toronymagasan az évi legjobb eredményét a szezonzárón, Valenciában érte el, alig két másodperccel maradt el a dobogó legalsó fokára felálló Héctor Barberától.
2004-ben, a spanyol nagydíjon megszerezte első győzelmét a nyolcadliteres géposztályban. Bár a szezon során még egyszer, Csehországban pole-pozícióból indulhatott, ebben az évben már nem sikerült többször dobogóra állnia.
Addigi legsikeresebb szezonját 2005-ben futotta. A spanyol versenyt ugyanúgy megnyerte, 2004-gyel ellentétben azonban még ötször állhatott dobogóra, négyszer harmadikként, egyszer másodikként. Az idényt jó teljesítményének köszönhetően ötödikként fejezte be, ez 250-es szerződést ért neki.

### 250 cm³

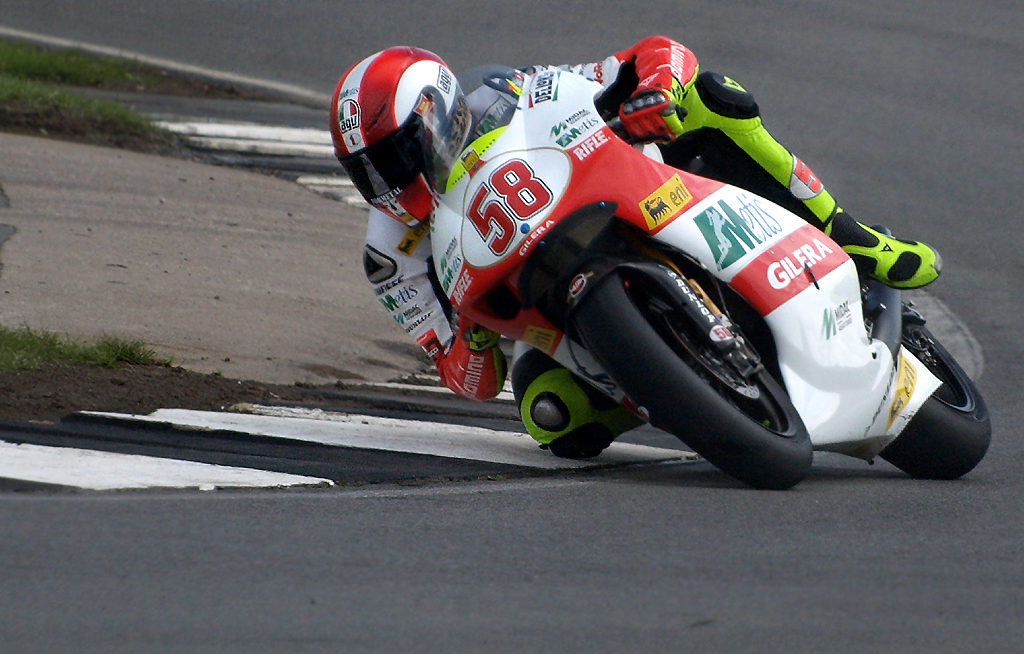
2009-ben, a Donington Parkban

2006-tól kezdve a 250 köbcentiméteres géposztály tagja volt. Első, és mint később kiderült, egyetlen csapata a Gilera volt. Első idénye a géposztállyal való ismerkedés jegyében telt, legjobb eredménye egy hatodik hely volt. Az évadot a tizedik helyen fejezte be, 92 ponttal a neve mellett. A 2007-es év ugyanígy telt el, a legjobb eredmény ismét egy hatodik hely volt, ismét tizedikként zárt, ezúttal 97 ponttal.
Pályafutása legsikeresebb szezonja a 2008-as volt. Bár a szezon első két versenyén, Katarban és Spanyolországban kiesett, a hátralévő versenyek közül csak kettőn, a kínain és a San Marinó-in nem állhatott dobogóra. A szezon során legnagyobb ellenfelei Álvaro Bautista és Mika Kallio voltak, velük szemben a vb-címet Malajziában, egy harmadik hellyel biztosította be.
A 2009-es évad egy sérüléssel indult, emiatt ki kellett hagynia a szezonnyitó katari nagydíjat. Japánban már az első helyről indulhatott, ám ekkor még csak a tizenhetedik lett. Később fokozatosan formába lendült, és folyamatosan harcban állt az általában valamivel gyengébb, de kiegyensúlyozottabb teljesítményt nyújtó Aojama Hirosival. A világbajnoki címet ezúttal nem sikerült ismét megszereznie, az végül a japán versenyzőé lett.

### Királykategória

#### 2010

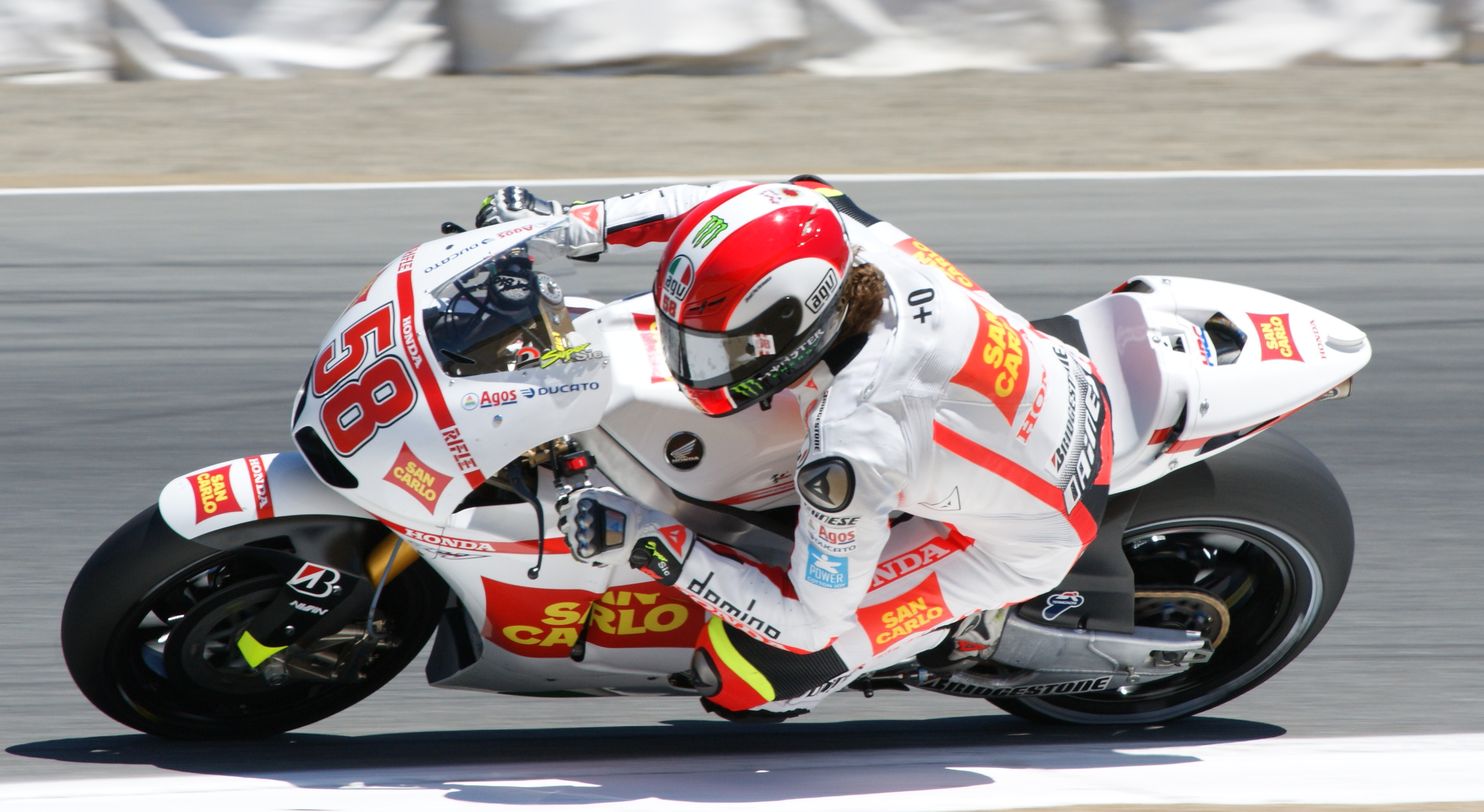
Simoncelli Laguna Secában

A királykategóriába 2010-re, a Gresini Racing csapatával került fel. Csapattársa a szintén olasz Marco Melandri volt.
Egy szezon előtti teszten, Sepangban kétszer is esett, az egyik alkalommal megsérült a bukósisakja is, ám kisebb sérülésekkel megúszta. Ezek közül egyik sem a megsérült sisak miatt volt.
Az idény során stabil középmezőnybeli versenyző volt, többnyire a hatodik és a tizedik hely között zárt. Legjobb eredménye egy negyedik hely volt, amit Portugáliában ért el, miután nagy csatában, Andrea Dovizioso ellenében lemaradt a dobogóról.
Simoncelli az év végén 125 ponttal a nyolcadik helyen végzett.

#### 2011

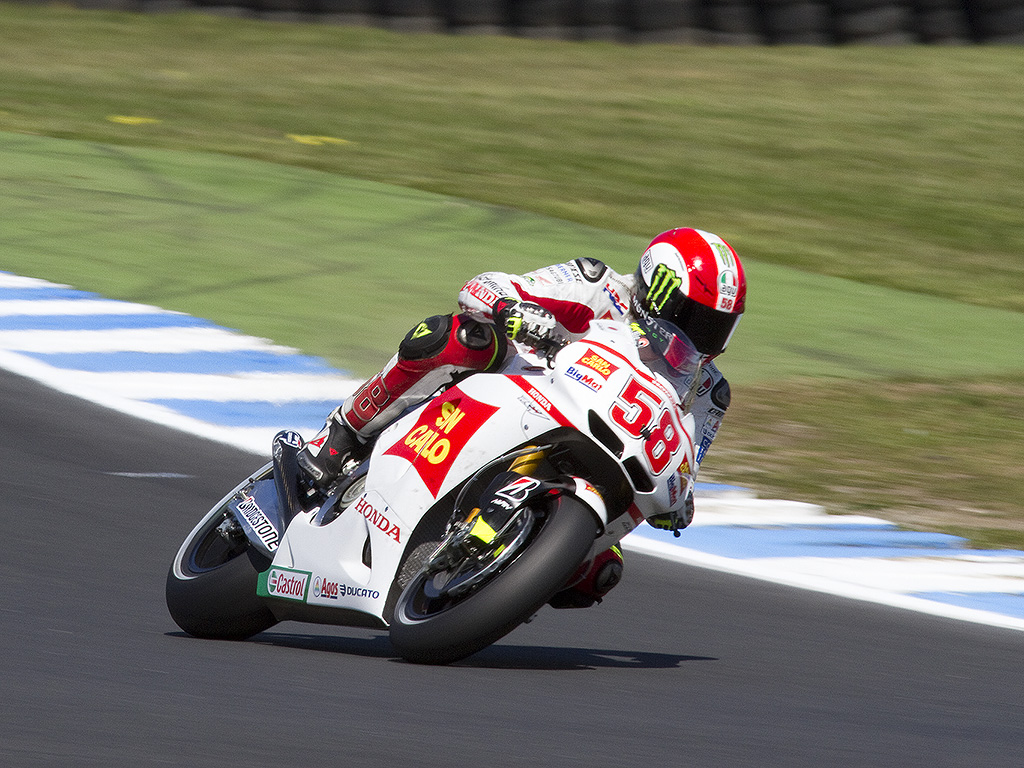
Simoncelli az ausztrál nagydíjon, Phillip Islanden

2011-re fejlődést mutatott előző évi teljesítményéhez képest. Az évet egy ötödik hellyel kezdte, majd Jerezben az első helyről esett ki. Franciaországban a második helyért harcolt Pedrosával. A csatának végül ütközés lett a vége, amelynek következtében Pedrosa eltörte a kulcscsontját. A balesetben Simoncellit találták vétkesnek, így bokszutca-áthajtásos büntetést kapott. Emiatt végül csak ötödik lett. Bár nem ismerte el hibáját (szerinte hagyott elég helyet Pedrosának, és nem fékezett később a szokásosnál), később mégis úgy nyilatkozott, el fog gondolkodni vezetési stílusán. A katalán nagydíjon, a Le Mans-i balesete miatt egy elbeszélgetésre hívta őt a versenyigazgatóság, majd az időmérőn megszerezte pályafutása első királykategóriás pole-pozícióját. A verseny a gyenge rajt miatt nem sikerült jól, végül csak hatodik lett. Két versennyel később, Assenben ismét ő indulhatott az első helyről, ám a második kanyarban ütközött Lorenzóval, ezután pedig a mezőny végéről kellett folytatnia a versenyt, ahonnan a hatodik helyig sikerült előre jönnie. Első dobogós helyezését Csehországban szerezte, itt harmadik lett.

### Superbike
2009. szeptember 21-én Simoncelli Mugellóba utazott, hogy az Aprilia Superbike-motorját tesztelje. Jól ment, ugyanis csak négy tizeddel maradt el a teszten győztes Michel Fabriziótól. Azon a héten hivatalosan is bejelentették, hogy indulni fog a Superbike vb imolai versenyén, ahol a sérült Sinja Nakanót fogja helyettesíteni.
A hétvégéje jól sikerült, mert bár az első versenyen kiesett, a másodikon annak ellenére, hogy újonc, dobogóra állhatott, harmadik lett.

## Halála
2011. október 23-án, a MotoGP maláj nagydíján, Sepangban halálos kimenetelű balesetet szenvedett a verseny második körében. A Sepang International Circuit 11-es kanyarjában sodródott le a pályáról, és miután visszatért a pálya ideális ívére, a mögötte érkező Valentino Rossi és Colin Edwards már nem tudták elkerülni a balesetet. Az ütközés következtében Simoncelli bukósisakja leesett, majd a pilóta percekig eszméletlenül feküdt az aszfaltcsíkon. A versenyt azonnal piros zászlóval megszakították, Simoncellit pedig a pálya melletti mobil kórházba szállították. Bár 45 percig próbálták újraéleszteni, helyi idő szerint 16:56-kor hivatalosan is bejelentették, hogy belehalt sérüléseibe. Később, egy sajtótájékoztató keretében elmondták, hogy Simoncelli halálát súlyos nyaki, fej- és mellkasi sérülések okozták. A baleset további két érintettje közül Colin Edwardsnak kiugrott a válla, míg Valentino Rossi sértetlenül megúszta a balesetet.
Búcsúztatására a család lakhelyén, Corianóban került sor október 27-én, ahol a rajongók számára szervezett nyilvános búcsúztatáson Simoncelli holtteste egy nyitott koporsóban volt, itt róhatták le kegyeletüket szurkolói. Az eseményen a szűk családon kívül versenyzőtársai közül Valentino Rossi is részt vett. A szertartás során előkerült a 2009-es vb-győztes Gilera, valamint a 2011-es Honda is, amellyel utolsó szezonjában versenyzett. A résztvevők száma mintegy húszezer volt. A szűk körű temetést az Italia 1 és a Rai 2 televíziócsatornák élőben közvetítették.
A halála után megrendezett Formula–1 indiai nagydíjon több versenyző fejezte ki valamilyen formában tiszteletét felé és az egy héttel korábban, Las Vegasban, versenybalesetben elhunyt brit IndyCar-versenyző, Dan Wheldon felé. A honfitárs Jarno Trulli például egy Simoncelliéhez hasonlító sisakkal versenyzett, másoknak pedig Simoncelli rajtszáma, az 58-as, vagy Wheldon monogramja, a DW szerepelt a sisakján.

## Statisztika
| Szezon   | Géposztály | Motor   | Versenyek | Győzelem | Dobogó | Pole | Leggyorsabb kör | Pont |     |
| -------- | ---------- | ------- | --------- | -------- | ------ | ---- | --------------- | ---- | --- |
| 2002     | 125 cm³    | Aprilia | 6         | 0        | 0      | 0    | 0               | 3    | 33. |
| 2003     | 125 cm³    | Aprilia | 15        | 0        | 0      | 0    | 0               | 31   | 21. |
| 2004     | 125 cm³    | Aprilia | 13        | 1        | 1      | 2    | 0               | 79   | 11. |
| 2005     | 125 cm³    | Aprilia | 16        | 1        | 6      | 1    | 1               | 177  | 5.  |
| 2006     | 250 cm³    | Gilera  | 16        | 0        | 0      | 0    | 0               | 92   | 10. |
| 2007     | 250 cm³    | Gilera  | 17        | 0        | 0      | 0    | 0               | 97   | 10. |
| 2008     | 250 cm³    | Gilera  | 16        | 6        | 12     | 7    | 4               | 281  | 1.  |
| 2009     | 250 cm³    | Gilera  | 15        | 6        | 10     | 3    | 4               | 231  | 3.  |
| 2010     | MotoGP     | Honda   | 18        | 0        | 0      | 0    | 0               | 125  | 8.  |
| 2011     | MotoGP     | Honda   | 16        | 0        | 2      | 2    | 0               | 139  | 6.  |
| Összesen |            |         | 148       | 14       | 31     | 15   | 9               | 1255 |     |

## Teljes MotoGP-eredménylistája
(Táblázat értelmezése)

(Félkövér: pole-pozícióból indult; dőlt: leggyorsabb kört futott) 

| Év   | Géposztály | Motor   | 1       | 2       | 3       | 4      | 5      | 6       | 7       | 8      | 9       | 10      | 11     | 12     | 13     | 14     | 15     | 16      | 17       | 18    | Poz. | Pont |
| ---- | ---------- | ------- | ------- | ------- | ------- | ------ | ------ | ------- | ------- | ------ | ------- | ------- | ------ | ------ | ------ | ------ | ------ | ------- | -------- | ----- | ---- | ---- |
| 2002 | 125 cm³    | Aprilia | JPN     | RSA     | SPA     | FRA    | ITA    | CAT     | NED     | GBR    | GER     | CZE 27  | POR 13 | BRA 21 | PAC    | MAL Ki | AUS Ki | VAL Ki  |          |       | 33.  | 3    |
| 2003 | 125 cm³    | Aprilia | JPN 21  | RSA 20  | SPA 14  | FRA Ki | ITA 17 | CAT 16  | NED 20  | GBR 16 | GER 12  | CZE 14  | POR Ki | BRA 11 | PAC Ki | MAL 11 | AUS Ki | VAL 4   |          |       | 21.  | 31   |
| 2004 | 125 cm³    | Aprilia | RSA Ki  | SPA 1   | FRA Ki  | ITA Ki | CAT 7  | NED 7   | BRA 6   | GER 10 | GBR Ki  | CZE 19  | POR 6  | JPN 6  | QAT Ki | MAL Ki | AUS    | VAL     |          |       | 11.  | 79   |
| 2005 | 125 cm³    | Aprilia | SPA 1   | POR 10  | CHN 6   | FRA 5  | ITA Ki | CAT 2   | NED 20  | GBR 4  | GER 3   | CZE 3   | JPN Ki | MAL 9  | QAT 3  | AUS 3  | TUR 6  | VAL 5   |          |       | 5.   | 177  |
| 2006 | 250 cm³    | Gilera  | SPA Ki  | QAT 8   | TUR 11  | CHN 6  | FRA 8  | ITA 7   | CAT Ki  | NED 7  | GBR 10  | GER Ki  | CZE 9  | MAL 8  | AUS 10 | JPN 9  | POR 7  | VAL Ki  |          |       | 10.  | 92   |
| 2007 | 250 cm³    | Gilera  | QAT 9   | SPA Ki  | TUR 9   | CHN Ki | FRA 6  | ITA 9   | CAT 9   | GBR Ki | NED 6   | GER 7   | CZE Ki | SMR Ki | POR 7  | JPN 7  | AUS 7  | MAL 8   | VAL 11   |       | 10.  | 97   |
| 2008 | 250 cm³    | Gilera  | QAT Ki  | SPA Ki  | POR 2   | CHN 4  | FRA 2  | ITA 1   | CAT 1   | GBR 2  | NED 3   | GER 1   | CZE 3  | SMR 6  | IND C  | JPN 1  | AUS 1  | MAL 3   | VAL 1    |       | 1.   | 281  |
| 2009 | 250 cm³    | Gilera  | QAT INJ | JPN 17  | SPA 3   | FRA 1  | ITA 2  | CAT Ki  | NED 3   | GER 1  | GBR 4   | CZE 1   | IND 1  | SMR Ki | POR 1  | AUS 1  | MAL 3  | VAL Ret |          |       | 3.   | 231  |
| 2010 | MotoGP     | Honda   | QAT 11  | SPA 11  | FRA 10  | ITA 9  | GBR 7  | NED 9   | CAT Ret | GER 6  | USA Ret | CZE 11  | IND 7  | SMR 14 | ARA 7  | JPN 6  | MAL 8  | AUS 6   | POR 4    | VAL 6 | 8.   | 125  |
| 2011 | MotoGP     | Honda   | QAT 5   | SPA Ret | POR Ret | FRA 5  | CAT 6  | GBR Ret | NED 9   | ITA 5  | GER 6   | USA Ret | CZE 3  | IND 12 | RSM 4  | ARA 4  | JPN 4  | AUS 2   | †MAL Ret | VAL   | 6.   | 139  |

## Teljes Superbike-eredménylistája
| Év   | Motor   | 1   | 1   | 2   | 2   | 3   | 3   | 4   | 4   | 5   | 5   | 6   | 6   | 7   | 7   | 8   | 8   | 9   | 9   | 10  | 10  | 11  | 11  | 12      | 12    | 13  | 13  | 14  | 14  | #   | Pont |
| Év   | Motor   | V1  | V2  | V1  | V2  | V1  | V2  | V1  | V2  | V1  | V2  | V1  | V2  | V1  | V2  | V1  | V2  | V1  | V2  | V1  | V2  | V1  | V2  | V1      | V2    | V1  | V2  | V1  | V2  | #   | Pont |
| ---- | ------- | --- | --- | --- | --- | --- | --- | --- | --- | --- | --- | --- | --- | --- | --- | --- | --- | --- | --- | --- | --- | --- | --- | ------- | ----- | --- | --- | --- | --- | --- | ---- |
| 2009 | Aprilia | AUS | AUS | QAT | QAT | SPA | SPA | NED | NED | ITA | ITA | RSA | RSA | USA | USA | SMR | SMR | GBR | GBR | CZE | CZE | GER | GER | ITA Ret | ITA 3 | FRA | FRA | POR | POR | 25. | 16   |